# 在镜厅签署和平条约
《1919年6月28日在凡尔赛宫镜厅签署和平条约》是爱尔兰艺术家威廉·奥尔彭于1919年完成的布面油画。这是奥尔彭为纪念1919年凡尔赛和会而委托创作的画作之一。1919年起该作品由伦敦帝国战争博物馆收藏。

## 人物
前排：
- 德国中间党政治家、帝国殖民部长和交通部长约翰内斯·贝尔（签署条约者）
- 德国社民党政治家兼外交部长赫尔曼·穆勒

坐在中间一排，从左到右：
- 美国陆军军官、美国陆军前参谋长塔斯克·H·布利斯
- 伍德罗·威尔逊的顾问爱德华·M·豪斯
- 美国外交官、前美国驻意大利和法国大使亨利·怀特
- 美国国务卿罗伯特·兰辛
- 美国总统伍德罗·威尔逊
- 法国总理乔治·克列孟梭
- 英国首相大卫·劳埃德·乔治
- 英国枢密院勋爵博纳·劳
- 英国外交大臣、前首相阿瑟·贝尔福
- 英国殖民地大臣阿尔弗雷德·米尔纳，第一代米尔纳子爵
- 英国无公务大臣乔治·巴恩斯
- 日本前首相西园寺公望

站在后排，从左到右：
- 希腊总理埃莱夫塞里奥斯·韦尼泽洛斯
- 葡萄牙前总理阿方索·科斯塔
- 英国记者乔治·里德尔爵士
- 加拿大国会议员兼代表乔治·福斯特爵士
- 塞尔维亚前总理、南斯拉夫总理尼古拉·帕西奇
- 法国外交部长史蒂芬·皮尚
- 英国公务员兼第一内阁大臣莫里斯·汉基上校
- 英国印度事务大臣埃德温·蒙塔古
- 印度的比卡内尔邦主甘加·辛格
- 意大利前总理维托里奥·埃马努埃莱·奥兰多
- 比利时外交部长保罗·海曼斯
- 南非总理路易斯·博塔
- 澳大利亚总理比利·休斯